# Mexicallis spinifer
Mexicallis spinifer är en insektsart som beskrevs av Remaudière, G. 1982. Mexicallis spinifer ingår i släktet Mexicallis och familjen långrörsbladlöss. Inga underarter finns listade i Catalogue of Life.